# Golgo
Nella mitologia greca, Golgo era uno dei figli di Afrodite e Adone, fratello di Beroe e, in alcune versioni, di Priapo.
Secondo il mito, guidò un gruppo di coloni da Sicione, e fondò la città di Golgos, sull'isola di Cipro, che consacrò a sua madre. Secondo Pausania, il culto di Afrodite a Golgos era precedente a quello di Pafo.